# Jan De Cuyper
Jan De Cuyper (Veurne, 26 augustus 1896 - Kortrijk, 29 juni 1981) was een rooms-katholiek priester en historicus.

## Levensloop
Jan De Cuyper was de zoon van schoolhoofd August De Cuyper (Waardamme) en Anna Machiels (Brugge). Hij liep lagere school in de rijksmiddelbare school in Brugge, waar zijn vader directeur was. Hij doorliep de oude humaniora aan het Sint-Amandscollege in Kortrijk en het Sint-Lodewijkscollege in Brugge (retorica 1914). Hij werd priester gewijd in mei 1920 en behaalde zijn diploma van kandidaat in de wijsbegeerte en letteren (geschiedenis) aan de Katholieke Universiteit Leuven in 1922. Tijdens zijn korte periode in Leuven was hij medestichter, samen met professor Leo Van der Essen, Jan-Albert Goris en Hendrik Elias, van een Vlaamse Geschiedkundige Kring.
Hij was achtereenvolgens
- leraar poësis in het Sint-Lodewijkscollege in Brugge (1922-1927),
- onderpastoor in Desselgem (1927-1937),
- onderpastoor in Kortrijk en gewestproost van de Katholieke Actie (1937-1946),
- pastoor in Pervijze (1946-1952),
- pastoor in de Sint-Niklaaskerk in Ieper (1952-1956),
- pastoor in de Kortrijkse Onze-Lieve-Vrouwekerk (1956-1972).

In deze functies ontpopte hij zich tot een actieve en gewaardeerde zielzorger. In Kortrijk was hij als pastoor van nabij betrokken bij de restauratie van de Onze-Lieve-Vrouwekerk.
Jan De Cuyper was vanaf 1951 bestuurslid van het Genootschap voor Geschiedenis te Brugge. Hij publiceerde in de 'Handelingen' van het Genootschap, evenals in Biekorf en in de Handelingen van het Geschiedkundig genootschap in Kortrijk. Hij was stichter-voorzitter van de Leiegouw (1958). 
Hij was medestichter en voorzitter van het Guido Gezellegenootschap (1961). Zijn belangstelling in Gezelle was groot. Hij nam onder meer de tekstkritische uitgave voor zijn rekening van de Verzamelde Werken, de Jubileumuitgave van Gezelles werken in de jaren 1930, voor wat betreft de twee boekdelen gewijd aan Tijdkrans (1931).
Hij was een schoonbroer van Stephanus Gerard Axters en Joseph Axters.

## Publicaties
- Oudste gegevens nopens het 'Huis Ten Duinen' op den Houtbrekersdam te Brugge, in: Handelingen van het Genootschap voor Geschiedenis te Brugge, 1928, blz. 50-55.
- Idesbald van der Gracht, (Heiligen van onze Stam), Brugge, 1946.
- De abdij van Duinen en Engeland gedurende de XIIe, XIIIe en XIVe eeuw, in: Handelingen van het Genootschap voor Geschiedenis te Brugge, 1951, blz. 95-115.
- Egied van der Hoye, deken van de Kortrijkse kapittelkerk, bestrijder van de beweging der Flagellanten (1348-1361), in: Handelingen van het Genootschap voor Geschiedenis te Brugge, 1971, blz. 174-191.